# Nyctycia flavipicta
Nyctycia flavipicta är en fjärilsart som beskrevs av George Francis Hampson 1894. Nyctycia flavipicta ingår i släktet Nyctycia och familjen nattflyn. Inga underarter finns listade i Catalogue of Life.